# Eutropis gansi
Eutropis gansi là một loài thằn lằn trong họ Scincidae. Loài này được Das mô tả khoa học đầu tiên năm 1991.